# Johanna Müller-Hermann
Johanna Müller-Hermann (Viena, 15 de gener de 1868 - Viena, 19 d'abril de 1941) fou una compositora austríaca. Filla de Alois Paul Ritter von Hermann i Antonia von der Decken-Himmelreich i germana d'Albert Ritter von Hermann, Antonia von Hermann i x von Hermann.
Va estudiar amb Guido Adler i Zemlinsky i més tard amb J.B. Foerster, a qui va succeir com a professor de composició a Neues Konservatorium a Viena.
Tot i que la seva obra correspon a formes i harmonies tradicionals, destaca per la gran riquesa harmònica i enginyosa instrumentació.

## Vida
Ben aviat va iniciar classes de música, juntament amb les seves dues germanes. Això corresponia a l'ideal d'educació de la classe mitjana. Mentre que el seu pare fou cap de departament del Ministeri d'Ensenyament i Cultura, ella es va graduar com a professora de formació universitària i ensenyà durant uns quants anys en una escola d'educació primària a Viena.
Es casà el 1893 amb el conductor Otto Müller-Martini. Amb això, va poder aturar la seva feina i continuar els estudis de música. Va estudiar piano i violí, teoria musical amb Josef Labor, va estudiar amb Guido Adler, Anton Bruckner, composició amb Alexander Zemlinsky, el txec Josef Bohuslav Foerster i Franz Schmidt. L'any 1895 es va imprimir el seu Opus 1, Set cançons (Sieben Lieder). Va presentar públicament les seves obres en el Musikverein de Viena i durant els vespres dedicats a dones compositores, on va conèixer a Mathilde Kralik von Meyrswalden. El 1918 Johanna Müller-Herrmann va passar a substituir al seu professor Joseph Bohulsav Foerster com a professora de teoria de la música al Nou Conservatori Vienès (Neuen Wiener Konservatorium).
Va deixar una extensa obra: cançons (Lieder), música de cambra, grans obres per solista, cor i orquestra, generalment sobre una base literària. Després de la seva mort, es va tractar de preservar la seva obra, destacant la funció de Wilhelm Furtwängler.

## Discografia i obra gravada
L'any 1995 la seva Obertura Heroica Op.21 i la seva fantasia simfònica sobre Tragödie Brand Op. 25 van ser publicades en CD (Thorofon, Frauentöne Vol. 1) i el 1999 també ho va ser el seu Quartet de corda en Mib Major Op. 6 (Nimbus de Naxos, pel quartet vienès Artis), la gravació sencera de la qual es troba a l'Spotify. 
- Fragment de l'Obertura Heroica Op. 2, interpretada per la Mährische Philarmonie sota la direcció de Manfred Müssauer (1994)
- Gravació completa de tres Lieder: Zwei Lieder Op. 11 (I. Nähe des Geliebten i II. An die Entfernte) i Vier Lieder Op. 20 (III.Waldseligkeit).[6]
- Fragments per la BBC de l'Obertura Heroica Op. 2 (director Ilan Volkov) Arxivat 2020-09-16 a Wayback Machine., 3 cançons per soprano i orquestra (dir. Jane Glover) i Alle die Wachsende Schatten (dir. Benjamin Nicholas).[7]

## Obres[8]

### Lieder
(Per a una veu i piano, excepte quan s'indica el contrari)
- Sieben Lieder, op. 1 (1. Wiegenlied. 2. Tod in Ähren. 3. Liebesreim. 4. Mein Frühling. 5. Dunkle Rosen. 6. Wiedersehen. 7. Am Bach.) (Singing voice, piano). Texts: H. Ibsen, D. v. Lilienkron, R. Huch. J. Müller-Hermann. Vienna, Gutmann (1898-1903). First performance [FP] Vienna 1904.
- Fünf Lieder, op. 2 (1. Willst du mit mir wandern. 2. Weisst du noch. 3. Liebeslied. 4. Der letzte Abend. 5. Einen guten Grund hat’s.) (High singing voice, piano). Texts: J. Müller-Hermann, R. Huch. Vienna, Doblinger (sense data).
- Vier Lieder, op. 4 (1. Wandle wie im Traum. 2. Die stille Stadt. 3. Wanderlied. 4. Mondbeglänzt im stillen Wald.) (Deep singing voice, piano). Texts: J. Müller-Hermann, R. Dehmel, R. Huch, F. W. Weber. Vienna, Doblinger (1904-1908). FP: Vienna 1923.
- Zwei Frauenchöre mit Orchester, op. 10
- Zwei Lieder Op.11 (1. Nähe des Geliebten. 2. An die Entfernte.) (soprano i piano). Text: J. W. v. Goethe. Viena, Universal Edition [UE] 1939.
- Vier Lieder, op. 14, nach J. P. Jacobsen für eine Singstimme mit Klavierbegleitung. 1. Landschaft. 2. Sonnenuntergang. Den Lenz laß kommen. Polka. (1915, dedicada a Alma Mahler-Werfel)
- Two duets Op.15 (1. Abendlied. 2. Tanzlied.) (Dos sopranos, viola, piano). Texts: J. Bierbaum. FP: Vienna 16 June 1918.
- Eight songs Op.18 (1. Von Sternen glitt ein stummer Funk. 2. Die Stunde, da ich dich zuerst ersah. 3. Beim stummen Gange durch die finstern Bäume. 4. Abendstunde. 5. Du gabst mir deine Hand. 6. Es goß mein volles Leben sich. 7. Eine liebe Stunde. 8. Encore.) (Veu, piano/orquestra). Texts: W. Calé. Vienna, UE 1915. FP (piano score) Viena 22 Nov 1915; (versió orquestral) Viena 9 Abril 1916.
- Drei Lieder, op. 19 (1. Sehnsucht. 2. Liebesreim. 3. Geheimnis.) (Veu, piano). Texts: R. Huch. Vienna, UE 1940.
- Vier Lieder, op. 20 (1. Widmung. 2. Herbst. 3. Waldseligkeit. 4. Wie eine Vollmondnacht.) (Deep singing voice, piano). Texts: W. Calé, after Böcklin’s ‘Herbstgedanken’, R. Dehmel, J.A. Rinaldini. Vienna, UE 1940.
- Deutscher Schwur für Männerchor und Orchester, op. 22
- Two songs Op.26 (1. Am See. 2. Frühling.) (Soprano, orquestra/piano). Viena, UE Nr. 10076/77. FP (piano score) Vienna, 9 Apr 1920; (orchestral version) Viena 13 Oct 1924.
- Herbstlieder, op. 28 (1. Herbstabend. 2. Minnelied. 3. Intermezzo. 4. Regenlied. 5. In memoriam.) (Veu, piano). Texts: J.A. Rinaldini. Vienna, UE 1940. FP Vienna 9 Abril 1920.
- Drei Lieder, op. 32 (Nr. 1 mir Orchesterbegleitung) (1. Am Strand. 2. Du schlank und rein. 3. Im Traum und Gesang.) (High singing voice, piano). Texts: St. George, R.A. Schröder. Vienna, UE 1939.
- Drei Gesänge für eine Singstimme mit Orchester, op. 33 (1. Vorfrühling. 2. Trauminsel. 3. Liebeshymnus). Soprano, orchestra/singing voice, piano). Texts: Tona v. Hermann. Vienna, UE 1939.
- Five Zwiegesänge duets ‘Beatrix und der Sänger’ Op.36 (1. Begegnung. 2. Verstehen. 3. Geständnis. 4. Vision. 5. Abschied.) (Soprano, baritone, string quintet, harp). Texts: W. Calé. FP: Vienna 20 Nov 1936

### Obres orquestrals[9]
- Obertura Heroica, op.21
- Epilog zu einer Tragödie Brand, symphonic fantasy after Ibsen's drama, op. 25 (després H. Ibsen: Brand)
- Sym., d, op.28

### Obres corals-orquestrals
- 2 Frauenchöre, op.10, 3vv, incl. Von Tod und Gedenken
- Der sterbende Schwan, op.16
- Deutscher Schwur, op.22
- Sym., d, op.27 (R. Huch), solo vv, chorus, orch (?1919)
- Ode, op.29
- In memoriam, op.30 (orat, J. Schlaf, after W. Whitman), 4 solo vv, chorus, orch, org (1930)

### Obres de cambra i a solo
- Sonata, vn, pf, op.5
- Quartet de corda en Mi b Major, op.6 (?Vienna, c1910)[9]
- Str Qnt, op.7
- Pf Sonata, op.8
- Sonata, vc, pf, op.17
- Pf Qnt, g, op.31
- pieces for pf, opp.3, 12, 19

### Altres obres vocals
- 2 duets, op.15
- Cançons, op.26, 1v, orq
- Cancçons, 1v, piano
- unacc. choral works